# Bine Katrine Bryndorf
Bine Katrine Bryndorf (Helsingør, 1969) is een Deens organist en klavecinist.

## Levensloop
Bryndorf kreeg haar eerste muzieklessen van Kristian Olesen and Bo Grønbech, vanaf de leeftijd van 8 jaar. Van 1987 tot 1991 studeerde ze aan de Muziekhogeschool in Wenen, orgel bij Michael Radulescu en klavecimbel bij Gordon Murray. Ze ging nog verder studeren bij William Porter in Boston en bij Daniel Roth in Parijs. Ze oogstte prijzen in orgelcompetities in Innsbruck, Melk en Kopenhagen. In 1988 behaalde ze de Tweede prijs (geen Eerste prijs toegekend) in het internationaal orgelconcours in Brugge, in het kader van het Festival Oude Muziek. In 1990 won ze de Tweede prijs in het orgelconcours in Odense.
Van 1991 tot 1995 was ze assistente bij Michael Radulescu. In 1994 werd ze docente  en in 2001 hoogleraar aan de Royal Danish Academy of Music in Kopenhagen. Sinds 1996 is ze de titularis van het orgel in de Vartovkerk in Kopenhagen. In 1999-2000 werd ze de eerste 'Artist in Residence' van de Deense Radio. Ze geeft concerten en masterclasses in Europa en de Verenigde Staten. Ze is vaak jurylid bij internationale orgelconcours. In het internationale orgelconcours en het concours voor ensembles Oude Muziek, dat in Brugge wordt georganiseerd in het kader van het Festival Muscica Antiqua zetelde ze in de jury in 2000. Ze zetelt vanaf 2000 en is voorzitter van de jury in het internationaal orgelconcours in Odense. Ze was jurylid in 2002 in de eerste internationale orgelwedstrijd in Kotka (Finland). In 2010 zetelde ze in het orgelconcours Paul Hofhaimer in Innsbruck. In 2011 zetelt ze in de jury van het orgelconcours in St-Alban's.
Bryndorf is getrouwd en heeft twee kinderen.

## Discografie
Bine Katrine Bryndorf heeft platenopnamen gedaan voor Olufsen & Hänssler (Edition Bachakademie), onder meer:
- De volledige orgelwerken van Dietrich Buxtehude (5 CD's).
- Les paroles de Praeludium in D major, BuxWV 139
- Nun bitten wir den Heilgen Geist, BuxWV 208
- Von Gott will ich nicht lassen, BuxWV 221
- War Gott nicht mit uns diese Zeit, BuxWV 222
- Johann Sebastian Bach, Influences of Cantata, Concerto & Chamber Music
- Johann Sebastian Bach: Die schönsten Orgelwerke